# Нови Град (Оџак)
Нови Град је насељено мјесто у општини Оџак, Федерација Босне и Херцеговине, БиХ.

## Историја
На Сави се 13. јула 1939. догодила несрећа када су се утопиле три младе жене из села.
Срби из Новог Града су 8. маја 1992. затворени у логоре који су се налазили у основној школи и фабрици „Стролит“ у Оџаку.

## Култура
Храм Српске православне цркве је посвећен Светом Петру и Павлу.

## Становништво
|             | 2013.        | 1991.          | 1981.          | 1971.          |
| Укупно      | 362 (100,0%) | 1 907 (100,0%) | 1 807 (100,0%) | 1 797 (100,0%) |
| Срби        | 225 (62,15%) | 1 587 (83,22%) | 1 366 (75,59%) | 1 562 (86,92%) |
| Хрвати      | 124 (34,25%) | 226 (11,85%)   | 212 (11,73%)   | 220 (12,24%)   |
| Неизјашњени | 8 (2,210%)   | –              | –              | –              |
| Остали      | 4 (1,105%)   | 16 (0,839%)    | 7 (0,387%)     | 9 (0,501%)     |
| Бошњаци     | 1 (0,276%)   | 4 (0,210%)1    | 3 (0,166%)1    | 2 (0,111%)1    |
| Југословени | –            | 74 (3,880%)    | 215 (11,90%)   | 3 (0,167%)     |
| Албанци     | –            | –              | 2 (0,111%)     | –              |
| Црногорци   | –            | –              | 1 (0,055%)     | –              |
| Словенци    | –            | –              | 1 (0,055%)     | –              |
| Македонци   | –            | –              | –              | 1 (0,056%)     |

1. 1 На пописима од 1971. до 1991. Бошњаци су пописивани углавном као Муслимани.